# Rodolfo Fernandes
Rodolfo Fernandes is een gemeente in de Braziliaanse deelstaat Rio Grande do Norte. De gemeente telt 4.724 inwoners (schatting 2009).